# Starościn-Kolonia
Starościn-Kolonia – kolonia w Polsce położona w województwie lubelskim, w powiecie lubartowskim, w gminie Kamionka.
W latach 1975–1998 miejscowość administracyjnie należała do ówczesnego województwa lubelskiego.
Miejscowość wchodzi w skład sołectwa Starościn, które stanowi sołectwo gminy Kamionka.